# Polska Formuła Easter Sezon 1980
1980 – szósty sezon Polskiej Formuły Easter. Był rozgrywany w ramach WSMP jako klasa 8. Składał się z sześciu eliminacji. Mistrzem został Otto Bartkowiak (MTX 1-03).

## Kalendarz wyścigów
| Runda | Data        | Tor    | Pole position   | Najszybsze okrążenie | Zwycięzca (kierowcy) | Zwycięzca (zespoły)      |
| ----- | ----------- | ------ | --------------- | -------------------- | -------------------- | ------------------------ |
| 1     | 27 kwietnia | Toruń  | ?               | ?                    | Otto Bartkowiak      | Automobilklub Śląski     |
| 2     | 4 maja      | Poznań | ?               | ?                    | Marcin Biernacki     | Automobilklub Warszawski |
| 3     | 17 maja     | Kielce | ?               | ?                    | Otto Bartkowiak      | Automobilklub Śląski     |
| 4     | 21 czerwca  | Poznań | ?               | ?                    | Aleksander Oczkowski | Automobilklub Śląski     |
| 5     | 7 września  | Toruń  | Otto Bartkowiak | ?                    | Otto Bartkowiak      | Automobilklub Śląski     |
| 6     | 28 września | Kielce | ?               | ?                    | Marcin Biernacki     | Automobilklub Warszawski |

## Klasyfikacja kierowców
| Legenda oznaczeń w tabelach wyników Wyświetl szablon na nowej stronie | Legenda oznaczeń w tabelach wyników Wyświetl szablon na nowej stronie                                                                     |
| Oznaczenie                                                            | Wyjaśnienie |
| --------------------------------------------------------------------- | --- |
| Złoty                                                                 | Zwycięzca lub mistrzostwo |
| Srebrny                                                               | 2. miejsce lub wicemistrzostwo |
| Brązowy                                                               | 3. miejsce lub II wicemistrzostwo |
| Zielony                                                               | Ukończył, punktował (w klasyfikacji generalnej, gdy zdobył co najmniej jeden punkt na przestrzeni sezonu, poza trzema powyższymi opcjami) |
| Niebieski                                                             | Ukończył, nie punktował (w klasyfikacji generalnej, gdy nie zdobył co najmniej jednego punktu na przestrzeni sezonu)                      |
| Czerwony                                                              | Nie zakwalifikował się (NZ) |
| Czerwony                                                              | Nie prekwalifikował się (NPK) |
| Różowy                                                                | Nie ukończył (NU) |
| Różowy                                                                | Niesklasyfikowany (NS) (w klasyfikacji generalnej, gdy nie został sklasyfikowany w żadnym wyścigu sezonu)                                 |
| Czarny                                                                | Zdyskwalifikowany (DK) |
| Czarny                                                                | Wykluczony (WYK/EX) |
| Biały                                                                 | Nie wystartował (NW) |
| Biały                                                                 | Kontuzjowany (K/INJ) |
| Biały                                                                 | Wyścig odwołany (OD/C) |
| Bez koloru                                                            | Został wycofany (WYC/WD) |
| Bez koloru                                                            | Nie przybył (NP/DNA) |
| Bez koloru                                                            | Nie brał udziału w treningach (NT/DNP) |
| Bez koloru                                                            | Nie został zgłoszony (–) |
| Pogrubienie                                                           | Start z pole position |
| Kursywa                                                               | Najszybsze okrążenie wyścigu |
| †                                                                     | Nie ukończył, ale jego rezultat został zaliczony ze względu na przejechanie więcej niż 90% dystansu wyścigu.                              |
| *                                                                     | Sezon w trakcie |
| 1/2/3                                                                 | Punktowana pozycja w sprincie kwalifikacyjnym                                                                                             |
| Lista systemów punktacji Formuły 1                                    | |

| Poz. | Kierowca             | Zespół                      | TOR | POZ | KIE | POZ | TOR | KIE | Punkty |
| ---- | -------------------- | --------------------------- | --- | --- | --- | --- | --- | --- | ------ |
| 1    | Otto Bartkowiak      | Automobilklub Śląski        | 1   | -   | 1   | 8   | 1   | NU  | 187    |
| 2    | Aleksander Oczkowski | Automobilklub Śląski        | 2   | 5   | 2   | 1   | NU  | NU  | 182    |
| 3    | Jacek Szmidt         | Automobilklub Toruński      | 3   | 6   | 4   | 4   | 2   | 2   | 176    |
| 4    | Hieronim Kochański   | Automobilklub Warszawski    | 5   | 2   | 3   | 2   | 4   | 11  | 176    |
| 5    | Andrzej Szulc        | Automobilklub Morski        | NU  | 9   | 6   | 3   | 3   | 4   | 166    |
| 6    | Józef Kiełbania      | Automobilklub Radomski      | 6   | 4   | 5   | 5   | 5   | 3   | 164    |
| 7    | Lech Jaworowicz      | Automobilklub Warszawski    | 4   | 3   | 10  | -   | 6   | 6   | 162    |
| 8    | Andrzej Hołowiej     | GAMK Budowlani Gdańsk       | 7   | 8   | 11  | -   | 8   | 5   | 152    |
| 9    | Czesław Pilarz       | Automobilklub Śląski        | 8   | -   | 9   | 6   | -   | 8   | 149    |
| 10   | Piotr Lenartowicz    | Automobilklub Świętokrzyski | 9   | 10  | 12  | 7   | NU  | 10  | 144    |
| 11   | Janusz Waluś         | Automobilklub Świętokrzyski | NU  | -   | 8   | -   | 7   | 7   | 113    |
| 12   | Stefan Duda          | Automobilklub Warszawski    | -   | -   | 13  | -   | 10  | 9   | 103    |
| 13   | Marcin Biernacki     | Automobilklub Warszawski    | -   | 1   | -   | -   | -   | 1   | 100    |
| 14   | Jacek Jurzak         | Automobilklub Śląski        | NU  | 7   | 7   | -   | NU  | -   | 76     |
| 15   | Antoni Śmiechowski   | Automobilklub Śląski        | NU  | -   | NU  | -   | 9   | NU  | 36     |